# Dammastock
Der Dammastock ist mit 3630,3 m ü. M. Höhe der höchste Gipfel der Urner Alpen in der Schweiz. Er ist der höchste Berg im Kanton Uri und die höchste Erhebung in der Zentralschweiz.
Er überragt als höchste Spitze des Winterberges den Rhonegletscher sowie das Göschenertal. Ist er von Norden nur sehr schwer zugänglich (Kletterschwierigkeit III–IV), so leiten von Süden, vom Rhonegletscher, leichte Gletscherhänge auf den Gipfel. Unterhalb der Ostflanke beginnt der Dammagletscher und erstreckt sich als breites Firnfeld nach Osten.
Auf dem Südgrat des Moosstocks, östlich von Dammastock und Dammagletscher, liegt auf einer Höhe von 2438 m die Dammahütte.
Im Frühling bietet sich eine lange, viel begangene Skitour vom Hotel Belvédère an, im Sommer hingegen die schöne, leichte und einsame Überschreitung von der Trifthütte zum Furkapass.
Die Erstbesteigung des Dammastocks wurde am 28. Juli 1864 von Albert Hoffmann-Burkhardt und den beiden Führern Johann Fischer und Andreas v. Weissenfluh durchgeführt.